# Kein Geld der Welt
Kein Geld der Welt ist ein deutscher Fernsehfilm von Berno Kürten aus dem Jahr 2007. In dieser komödiantischen Verwechslungskomödie spielen Stefanie Stappenbeck und Steffen Groth sowie Uwe Ochsenknecht und Mareike Carrière die Hauptrollen.

## Handlung
Lisa arbeitet als Schuhverkäuferin in einer Filiale des Schuhmillionärs Dagenhorst. Dank eines überraschenden Radiogewinns kann die Berlinerin mit ihrer besten Freundin Marie für ein Wochenende einen Kurzurlaub auf Mallorca verbringen. Am Hafen von Andratx entdecken die beiden die Yacht von Dagenhorst. Doch glücklicherweise ist er nicht da. Vielmehr lernen sie den jungen Jonas kennen, der sich als Sohn von Dagenhorst ausgibt. Dabei hütet er lediglich die Yacht in Dagenhorsts Abwesenheit. Um ihm ebenbürtig zu sein, gibt Lisa sich als reiche Erbin aus. Beide fallen auf die Masche des jeweilig anderen herein und verlieben sich ineinander.
Zurück in Berlin erfährt Lisa, dass ihre Filiale wegen Umsatzeinbußen geschlossen werden soll. Sie plant mit ihren Kolleginnen, Jonas nach Berlin zu locken. Er soll seinen Einfluss bei Dagenhorst nutzen, um die bedrohten Jobs zu sichern. Ohne einen einzigen Euro reist er schließlich an und gibt sich vor all den hoffnungsvollen Angestellten als Unternehmerssohn aus, der alles regeln werde. Davon erfährt auch Dagenhorst in der Ferne und ist mehr als überrascht, schließlich hat er keine Kinder. Er reist mit seinem Buchhalter Strecker an, um die Situation zu klären. Lisa gelingt es, den Unternehmer mit einer ungewöhnlichen Idee davon zu überzeugen, wie man die Filiale retten könne.

## Produktion, Veröffentlichung, Quote
Die Liebes-Komödie wurde vom 29. August 2006 bis 3. Oktober 2006 in Berlin und auf Mallorca gedreht. Es handelt sich um eine Produktion der Network Movie Film- und Fernsehproduktion GmbH.
Die Erstausstrahlung des Films erfolgte am 4. Juni 2007 im ZDF. Dabei wurde Kein Geld der Welt von 4,91 Mio. Zuschauern gesehen, was einem Marktanteil von 16,5 Prozent entsprach.

## Kritik
Das Lexikon des internationalen Films reagierte verhalten und schrieb: „Humorvolle, aber anspruchsarme Verwechslungskomödie um den Unterschied zwischen Schein und Sein. Mäßig originell ist auch die Aschenbrödel-Moral dieses ‚modernen Märchens‘. – Ab 14.“
Das Fernsehmagazin Prisma tat den Film mit den Worten ab: „Ein reichlich überzogener Klamauk, den der ehemalige Kinderfilm-Regisseur Benno Kürten (‚Achterbahn‘, ‚Tatort‘) nach eigenem Drehbuch realisierte.“
Die Redaktion von TV Spielfilm zeigte mit dem Daumen nach oben, gab für Humor und Erotik je einen von drei möglichen Punkten, für Spannung zwei und zeigte sich nicht vollends überzeugt, konnte dem Film aber einiges abgewinnen: „Der leichte, flotte Spaß hat wenige Ecken und Kanten, geht kaum dramaturgische Risiken ein – und hat doch ein paar Überraschungen parat. Vor allem aber lebt er von seinen sympathischen Darstellern und einem herrlich gemeinen Uwe Ochsenknecht.“ Fazit: „Kein Unikat, aber mit einiger Eleganz.“
Die Bewertung des Films auf der Seite Kino.de durch Tilmann P. Gangloff (tpg) fiel positiv aus. Die Rede war von einer romantischen Verwechslungskomödie, zu deren Zutaten die Lüge ebenso gehöre wie die Verwechslung, zwei Dinge, die „unverzichtbare Zutaten romantischer Komödien“ seien. Berno Kürten mische „in seiner temporeichen Sozialromanze beides“. Er würze „seine Geschichte von den betrogenen Betrügern mit vielen hübschen Details“. Vor allem aber lebe der Film „von den liebevoll entworfenen Figuren und ihren Darstellern“. Steffen Groth brauche zwar „nicht viel mehr als sein gutes Aussehen, aber Stefanie Stappenbeck“ würde die Handlung „mit ihrer munteren Mimik auch mühelos alleine tragen“. Uwe Ochsenknecht habe „sichtlich Spaß an seiner Rolle als fieser Fabrikant, dem es einzig und allein um den Profit“ gehe. „Mit nicht weniger Hingabe“ verkörpere „Ludger Pistor Dagenhorsts blasierten Butler“. Die „Krönung aber“ sei „Mareike Carrière als Lisas Mutter, ein Ex-Model, das gern von der Welt der Reichen und Schönen schwärmt, außer einer abgebrochenen Lehre als Schneiderin aber nicht viel vorzuweisen“ habe. Einschränkend hieß es: „Selbst Kürtens temporeiche Inszenierung kann allerdings nicht über ein paar grobe Anschlussfehler hinwegtäuschen.“

## Interview
- Martin Weber: ’Ne Yacht? Ich hätte auch im Schlauchboot Spaß In: Frankenpost